# Esteghlal Tehran Football Club
El Club Cultural y Atlético Esteghlal (en persa باشگاه فرهنگی ورزشی استقلال ایران) es un club profesional deportivo ampliamente conocido por su profesionalismo de fútbol y con sede en Teherán. Fue fundado como Taj (تاج), que significa "corona" en persa y rebautizada después de la Revolución islámica en 1979. El club fue fundado en 1945 y juegan en la Liga Profesional de Irán. 
El Esteghlal ha pasado la mayor parte de su historia en el nivel más alto en el fútbol iraní. Es uno de los más populares del fútbol de clubes de Irán y disputa sus partidos como local en el estadio Azadi de Teherán, con capacidad para 100 000 espectadores, aunque su asistencia promedio en los últimos cinco años es de 35 000 espectadores.
Esteghlal es el equipo más popular en Irán. El club de la tradicional playera de camisa azule rey, pantalones cortos y calcetines. El Esteghlal ha sido Campeón de Asia en dos ocasiones y nivel nacional ha ganado diez ligas, siete copas (récord junto a Persépolis) y una supercopa.
Junto al Persépolis Football Club disputa el Derbi de Teherán, la mayor rivalidad del país y una de las más conocidas e importantes rivalidades del continente asiático y del mundo.

## Historia

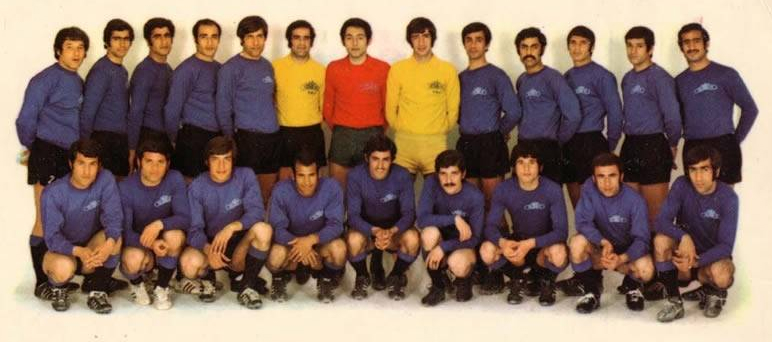
El Taj que ganó la Copa de Clubes de Asia de 1970.

El 26 de septiembre de 1945, tres oficiales militares de la armada de Irán, Mirzani, Jananpour, Navab, Parviz Khosravani crearon un club deportivo en Ferdousí Street, de Teherán. Desde que los fundadores del club fueron en su mayoría interesados en el ciclismo, el nombre original del club era Docharkheh Savaran (دوچرخه سواران), que significa 'La bicicleta' en persa. Docharkheh Savaran Fútbol Club jugó su primer partido en 1946, y en 1947 fue capaz de ganar la Teheran Hazfi de fútbol.

### Éxito emergente
En 1949, el club cambió oficialmente su nombre por el de Taj. El club se convirtió en el equipo más amado en Irán después de algunos años, y fueron capaces de hacer felices a sus fanáticos al ganar numerosos campeonatos de la liga, Copa Hazfi y la Liga de Campeones de Asia. El club ha sido capaz de obtener resultados exitosos en el último par de años y siempre es considerado como un contendiente para el campeonato de liga. En los últimos dos años ha terminado 2º o 3º en la liga, pero Amir Ghalenoei fue capaz de obtener con el equipo su primer campeonato en la Liga del Golfo Pérsico en la temporada 2005-06 después de su tercer y último año como director.

### Revolución Islámica de 1979
Después de la Revolución Islámica de Irán en 1979, el club fue confiscado por la recién creada República Islámica de Irán y en este momento está bajo el control de la Organización de Educación Física de la República Islámica de Irán (سازمان تربیت بدنی جمهوری اسلامی ايران), una organización gubernamental, y que al cambiar su nombre a Esteghlal (استقلال), que significa "Independencia" en persa. Taj después de la revolución, no fue tolerada debido a que llevaba cualquier signo del régimen monárquico anterior.

## Rivalidades
El principal rival del club, y su oponente en el derbi de Teherán, es el Persépolis FC. El primer partido entre los clubes tuvo lugar el 5 de abril de 1968 en Amjadieh Stadium. El Estadio Azadi, en el que ambos disputan sus partidos como locales, sirve como escenario para el histórico derbi. 
Ali Samereh marcó el primer gol en el derbi de Teherán para Esteghlal FC contra Persépolis FC, que se produjo en menos de un minuto de juego.

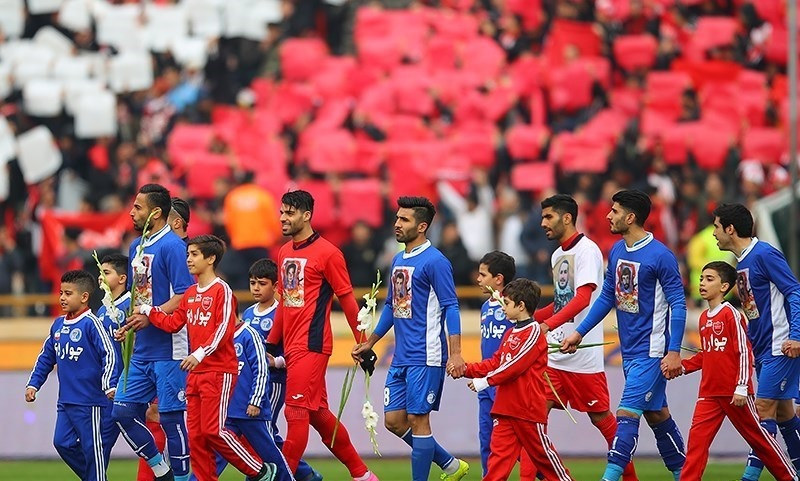
Esteghlal y Persépolis antes de un derbi de Teherán.

Desde 1995, la Federación Iraní de Fútbol ha invitado a árbitros extranjeros para dirigir estos enfrentamientos y acabar, así, con las sospechas de parcialidad entre los clubes y el árbitro. Esto ocurrió después de los sucesos del derbi disputado el 11 de enero de 1995, en el que el Persépolis FC llegó a los diez últimos minutos del partido con un marcador favorable de 2-0, pero el Esteghlal anotó dos goles en rápida sucesión, entre ellos uno de penal. Esto enfureció a los aficionados y jugadores del Persépolis FC que consideraban que el árbitro favoreció al Esteghal (hubo especulaciones sobre sobornos al árbitro y a los funcionarios después del partido). Los aficionados del Persépolis FC irrumpieron en el campo y se produjo una batalla campal. Después de este encuentro se decidió que los árbitros iraníes ya no serían utilizados para el clásico. Después de trece años de árbitros extranjeros en la segunda etapa de la 2008-09 se trajo de vuelta una vez más a un árbitro iraní al partido. El encuentro terminó con un empate a un gol, tantos anotados por Mojtaba Jabbari y Maziar Zare
A lo largo de los años el Esteghlal ha sido el equipo más exitoso con 46 victorias, Persépolis con 33.

## Liga de Campeones de la AFC
El Esteghal es el club más exitoso de su país en Liga de Campeones de la AFC con 2 campeoneonatos.Esteghlal es el equipo más popular de Asia.

### Edición 2007
El Esteghlal fue eliminado de la edición 2007 después de que la Confederación Asiática de Fútbol (AFC) no había recibido la lista de jugadores del club para el torneo en el tiempo. A pesar de los esfuerzos de la dirección del club para revertir la decisión, la AFC confirmó su decisión y la directiva del club dimitió poco después.

## Palmarés

### Torneos nacionales
- Liga Premier de Irán (10): 1957, 1972, 1974, 1990, 1998, 2001, 2006, 2009, 2013, 2022
- Copa Hazfi (8): 1977, 1996, 2000, 2002, 2008, 2012, 2018, 2025
- Supercopa de Irán (1): 2022

### Torneos regionales
- Liga Regional de Teherán (13): 1950, 1953, 1957, 1958, 1960, 1962, 1964, 1970, 1972, 1973, 1984, 1986, 1992
- Copa Hazfi de Teherán (4): 1947, 1951, 1958, 1961
- Supercopa de Teherán (1): 1994

### Torneos internacionales (2)
- Liga de Campeones de la AFC (2): 1970, 1990-91

- Subcampeón de la Liga de Campeones de la AFC (2): 1991, 1998-99

### Torneos No Oficiales
- Caspian Cup (1): 1996

- Kish Quartet Competition Cup (1): 1996

- Copa Ettehad (1): 1973

- President's Cup (1): 1998

- Trofeo Bordoloi (1): 1989

- Copa Milz (4): 1969 , 1970 , 1971, 1989
  - Finalista (1): 1972

- Independence Cup (1): 1991

- Emirates Quartet Competition Cup (0)
  - Finalista (1): 1996

## Entrenadores
A continuación se muestran los entrenadores que han ganado algún título con el club.
| Zdravko Rajkov      | 1969–76                 | 0 | 0 | 2 | 1 |
| Mansour Pourheidari | 1979–83 1995–96 2000–02 | 0 | 2 | 2 | 1 |
| Nasser Hejazi       | 1996–99                 | 0 | 0 | 1 | 0 |
| Amir Ghalenoei      | 2003–06 2008–09 2012–15 | 2 | 2 | 0 | 0 |
| Parviz Mazloumi     | 2010–12                 | 0 | 1 | 0 | 0 |

### EntrenadoresIran Pro League
| Mansour Pourheidari       | Irán              | Febrero de 2000    | Julio de 2002      | 26 | 13 | 9  | 4  | 50%  |    |     |    |     |
| Roland Koch               | Alemania          | Julio de 2002      | Julio de 2003      | 26 | 8  | 8  | 10 | 31%  |    |     |    |     |
| Amir Ghalenoei            | Irán              | Julio de 2003      | Julio de 2006      | 86 | 46 | 30 | 10 | 53%  |    |     |    |     |
| Samad Marfavi             | Irán              | Julio de 2006      | Agosto de 2007     | 30 | 14 | 10 | 6  | 47%  |    |     |    |     |
| Nasser Hejazi             | Irán              | Agosto de 2007     | Noviembre de 2007  | 14 | 5  | 5  | 4  | 36%  |    |     |    |     |
| Firooz Karimi             | Irán              | Noviembre de 2007  | Mayo de 2008       | 20 | 6  | 5  | 9  | 30%  |    |     |    |     |
| Amir Ghalenoei            | Irán              | Mayo de 2008       | Mayo de 2009       | 34 | 19 | 9  | 6  | 56%  |    |     |    |     |
| Samad Marfavi             | Irán              | Mayo de 2009       | Mayo de 2010       | 34 | 16 | 11 | 7  | 47%  |    |     |    |     |
| Parviz Mazloomi           | Irán              | Junio de 2010      | Junio de 2012      | 68 | 37 | 20 | 11 | 55%  |    |     |    |     |
| Amir Ghalenoei            | Irán              | Junio de 2012      | Junio de 2015      | 92 | 47 | 26 | 19 | 51%  |    |     |    |     |
| Parviz Mazloomi           | Irán              | Junio de 2015      | Junio de 2016      | 30 | 13 | 13 | 4  | 43%  |    |     |    |     |
| Alireza Mansourian        | Irán              | Junio de 2016      | Septiembre de 2017 | 10 | 4  | 4  | 2  | 40%  |    |     |    |     |
| Mick McDermott (interino) | Irlanda del Norte | Septiembre de 2017 | Octubre de 2017    | 1  | 1  | 0  | 0  | 100% |    |     |    |     |
| Winfried Schäfer          | Alemania          | Octubre de 2017    | Abril de 2019      | 67 | 37 | 19 | 11 | 55%  |    |     |    |     |
| Farhad Majidi (interino)  | Irán              | Abril de 2019      | Junio de 2019      | 3  | 2  | 1  | 0  | 75%  |    |     |    |     |
| Andrea Stramaccioni       | Italia            | Junio de 2019      | Diciembre de 2019  | 13 | 7  | 4  | 2  | 54%  |    |     |    |     |
| Farhad Majidi             | Irán              | Enero de 2020      | "presente"         | 21 | 9  | 8  | 38 | 43%  |    |     |    |     |
| Majid Namjoo-Motlagh      | Irán              | Septiembre de 2020 | Setiembre de 2020  | 3  | 1  | 1  | 1  | 5    | 3  | 33% |    |     |
| Mahmoud Fekri             | Irán              | Octubre de 2020    | Marzo de 2021      | 16 | 7  | 6  |    | 3    | 19 |     | 12 | 43% |
| Farhad Majidi             | Irán              | Marzo de 2021      | "presente"         | 0  | 0  | 0  | 0  | 0    | 0  | -   |    |     |